# Алидози, Лудовико
Лудовико (Луиджи) Алидози (итал. Ludovico (Luigi) Alidosi) (ум. 1430) — последний сеньор Имолы из рода Алидози (1391—1424).
Родился ок. 1370. Сын Бертрандо Алидози.
В 1382 году посвящён в рыцари Людовиком Анжуйским — будущим королём Неаполя.
В 1411 году помог своему будущему зятю Джорджо Орделаффи в завоевании Форли.
В 1423 году незадолго перед смертью Джорджо Орделаффи поручил опеку над своим малолетним сыном Теобальдо миланскому герцогу Филиппо Мария Висконти. Однако, когда Джорджо умер, его вдова Лукреция Алидози увезла сына в Имолу, и от его имени править Форли стал Лудовико Алидози - отец Лукреции. Горожане восстали и призвали на помощь миланцев. Началась Ломбардская война, продолжавшаяся почти 30 лет.
В 1424 году Имола была захвачена войсками Филиппо Мария Висконти, Лудовико Алидози попал в плен. В 1426 году освобождён, но Имола уже стала владением папы.
Лудовико, к тому времени овдовевший, принял постриг в цистерцианском монастыре в Риме, где и умер в 1430 году.
Первая жена — Верде ди Карпи, вторая жена — Таддеа Фиески. Дети:
- Лукреция, жена Джорджо Орделаффи
- Бертрандо
- Таддеа, монахиня